# Team Vorarlberg/Saison 2015
Dieser Artikel listet Erfolge und Fahrer des Radsportteams Vorarlberg in der Saison 2015 auf.

## Erfolge in der UCI Europe Tour
| Datum       | Rennen                             | Kat. | Sieger             |
| ----------- | ---------------------------------- | ---- | ------------------ |
| 26. April   | Paris-Mantes-en-Yvelines           | 1.2  | Nicolas Baldo      |
| 13.–17. Mai | Gesamtwertung Flèche du Sud        | 2.2  | Víctor de la Parte |
| 18. Juni    | 1. Etappe Oberösterreichrundfahrt  | 2.2  | Víctor de la Parte |
| 8. Juli     | 4. Etappe Österreich-Rundfahrt     | 2.HC | Víctor de la Parte |
| 10. Juli    | 6. Etappe Österreich-Rundfahrt     | 2.HC | Víctor de la Parte |
| 4.–12. Juli | Gesamtwertung Österreich-Rundfahrt | 2.HC | Víctor de la Parte |

## Abgänge – Zugänge
| Zugänge            | Team 2014                                  | Abgänge                       | Team 2015                     |
| ------------------ | ------------------------------------------ | ----------------------------- | ----------------------------- |
| Clément Koretzky   | Bretagne-Séché Environnement               | Reinier Honig                 | Roompot Oranje Peloton        |
| Aldo Ino Ilešič    | UnitedHealthcare Professional Cycling Team | Andreas Hofer                 | Hrinkow Advarics Cycleangteam |
| Víctor de la Parte | Efapel-Glassdrive                          | Tobias Wauch                  | Wibatech Fuji Żory            |
| Akinori Yamamura   | Experiment 23                              | Fabian Schnaidt               | Karriereende                  |
| Lukas Meiler       | Gebrüder Weiss-Oberndorfer                 | Adrien Chenaux                | Unbekannt                     |
| Daniel Lehner      | Gourmetfein Simplon Wels                   | Dennis Wauch                  | Unbekannt                     |
| Andreas Walzel     | Gourmetfein Simplon Wels                   | Aldo Ino Ilešič (bis 1. Juli) | Astellas Cycling Team         |
| Daniel Paulus      | Vini Fantini Nippo                         |                               |                               |
| Michael Kucher     | Neoprofi                                   |                               |                               |
| Manuel Schreiber   | Neoprofi                                   |                               |                               |

## Mannschaft

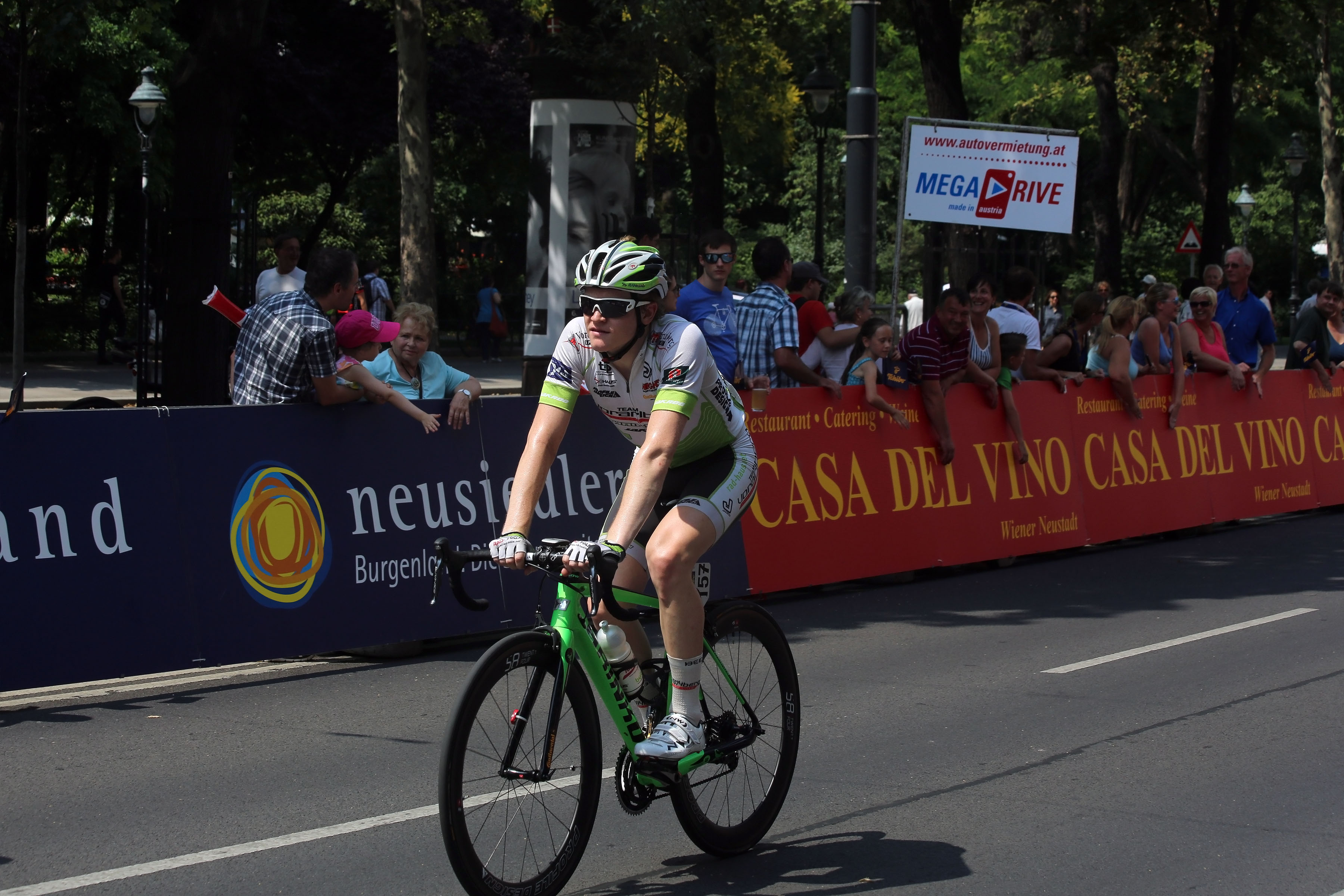
Dominik Hrinkow (Österreich-Rundfahrt 2013)

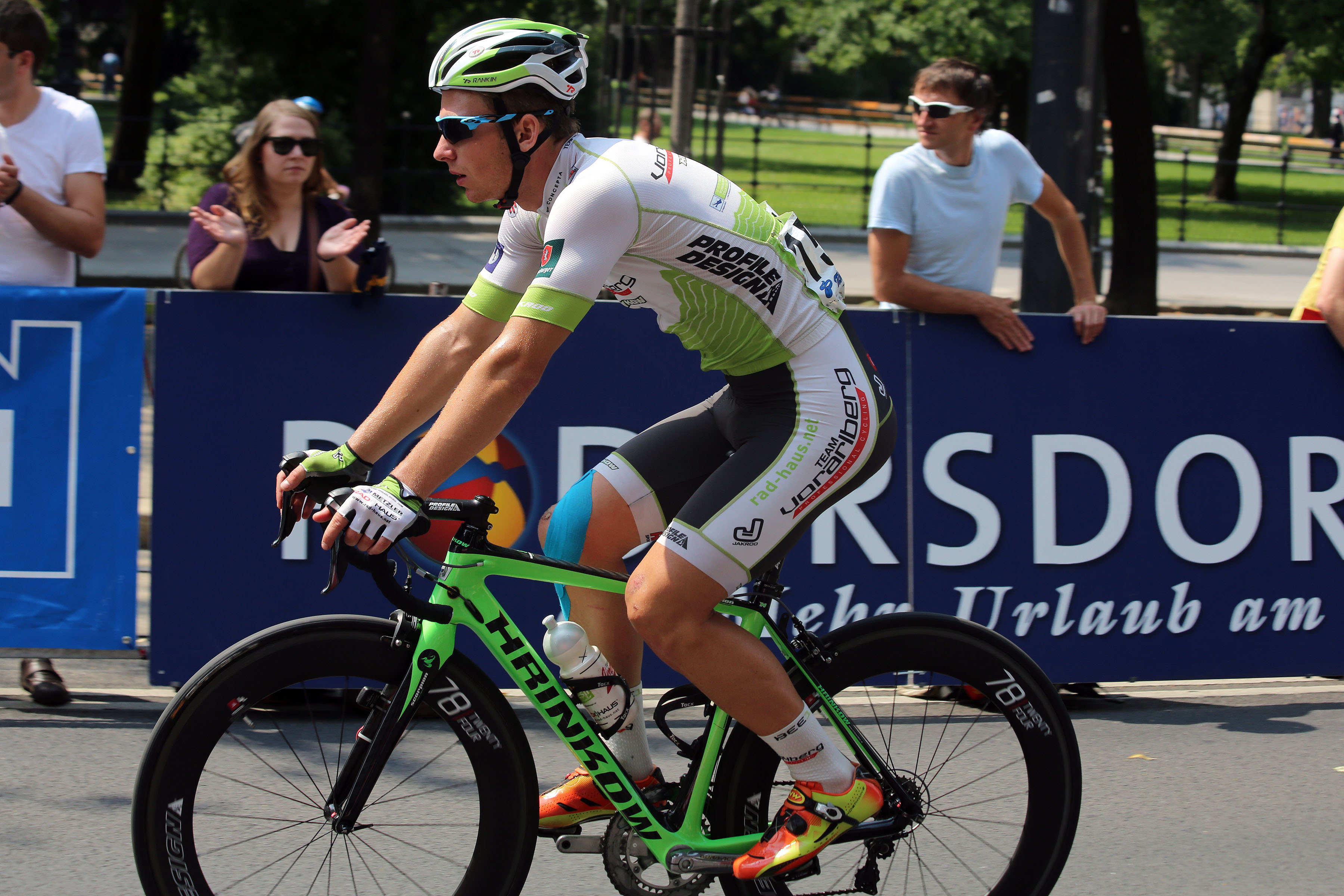
Daniel Biedermann (Österreich-Rundfahrt 2013)

| Name               | Geburtstag        | Nationalität |
| ------------------ | ----------------- | ------------ |
| Nicolas Baldo      | 10. Juni 1984     | Frankreich   |
| Aldo Ino Ilešič    | 1. September 1984 | Slowenien    |
| Patrick Jäger      | 3. Februar 1994   | Österreich   |
| Grischa Janorschke | 30. Mai 1987      | Deutschland  |
| Clément Koretzky   | 30. Oktober 1990  | Frankreich   |
| Michael Kucher     | 26. März 1993     | Österreich   |
| Daniel Lehner      | 14. April 1994    | Österreich   |
| Lukas Meiler       | 14. Februar 1995  | Deutschland  |
| Víctor de la Parte | 22. Juni 1986     | Spanien      |
| Daniel Paulus      | 10. März 1993     | Österreich   |
| Manuel Schreiber   | 17. März 1990     | Österreich   |
| Christoph Springer | 30. Oktober 1985  | Deutschland  |
| Andreas Walzel     | 3. März 1995      | Österreich   |
| Nicolas Winter     | 15. Februar 1989  | Schweiz      |
| Akinori Yamamura   | 4. August 1994    | Japan        |